# Ableizm

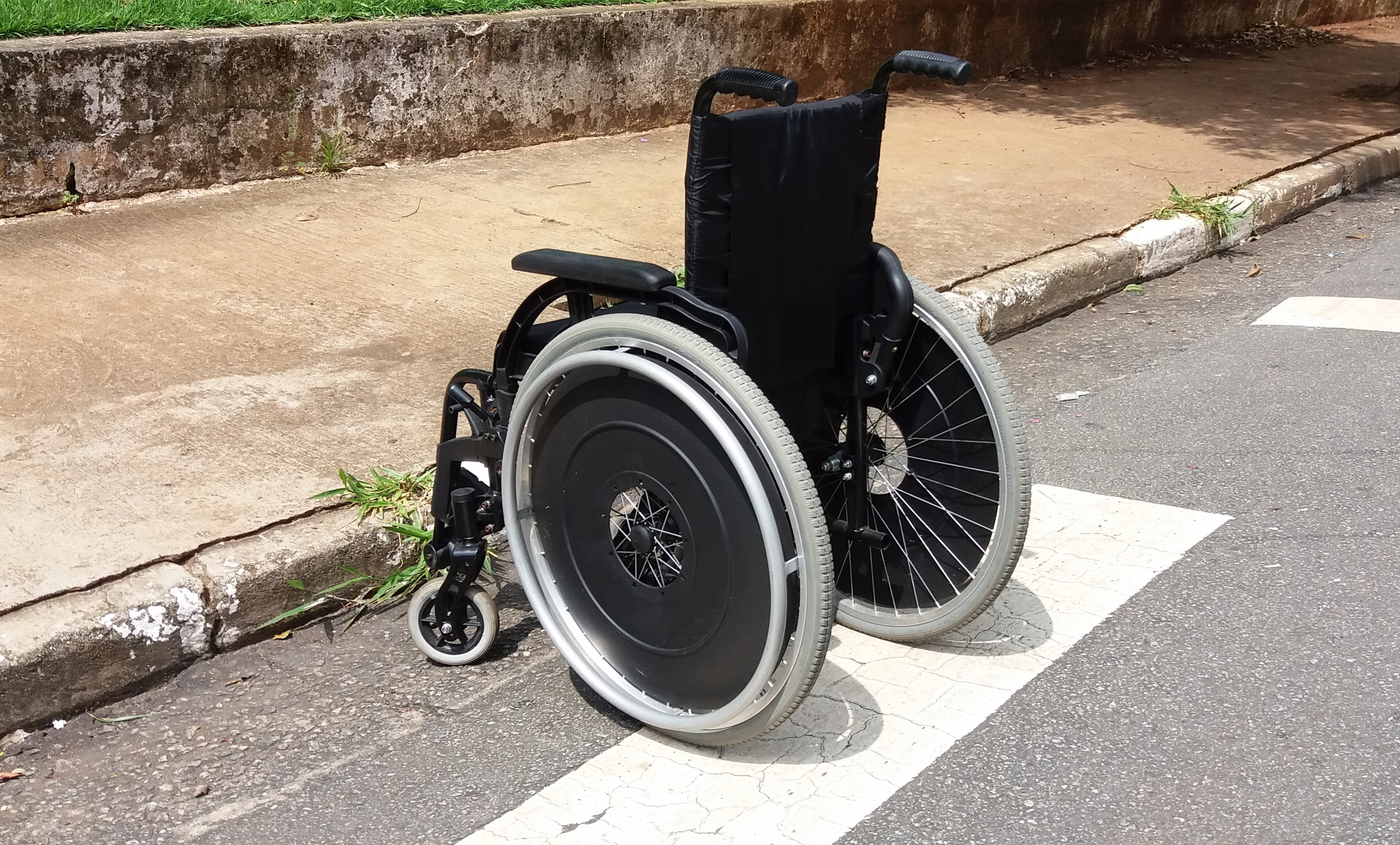
Przykład lekceważenia potrzeb osób z niepełnosprawnościami w architekturze.

Ableizm (z ang. -able w disable – niepełnosprawny oraz -ism w racism, sexism), in. handicapizm/handikapizm, (z ang. handicap – niepełnosprawność, przeszkoda) – dyskryminacja, niechęć, wrogość względem osób niepełnosprawnych. Ableizm definiuje osoby niepełnosprawne przez ich niepełnosprawność, charakteryzując je jako gorsze i podrzędne wobec osób pełnosprawnych.
Uprzedzenie może przejawiać się zarówno bezpośrednią agresją (uprzedzenie awersyjne), jak i np. lekceważeniem potrzeb osób niepełnosprawnych w architekturze (uprzedzenie dominatywne). Historycznymi przykładami uprzedzenia awersyjnego są akcje Niemiec hitlerowskich mordujących niepełnosprawne osoby (Akcja T4), czy starożytnych społeczeństw takich jak Sparta, które zrzucały niepełnosprawnych ze skał do morza bądź spychały ich poza obrzeża miast. Ableizm awersyjny w dzisiejszej dobie (choć w mniejszym natężeniu) istnieje w Chinach i Indiach.
W literaturze anglojęzycznej używa się terminów ableism, handicapism, ablism, disablism (Brit. English), anapirophobia, anapirism, disability discrimination.
Elementem ableizmu są (zazwyczaj nieprawdziwe) stereotypy związane z niepełnosprawnością (na przykład założenie, że wszystkie niepełnosprawne osoby chcą być wyleczone, użytkownicy wózków zawsze są niepełnosprawni intelektualnie, lub że niewidomi mają „specjalny” zmysł słuchu). Te stereotypy służą jako uzasadnienie dyskryminujących praktyk, postaw i zachowań wobec osób niepełnosprawnych. Skutkiem ableizmu jest odczuwanie przez osoby niepełnosprawne poczucia mobbingu, eliminacji i wykluczenia ze społeczeństwa.
W społeczeństwach ableistycznych osoby niepełnosprawne są postrzegane jako mniej wartościowe, albo nawet mniej „ludzkie”. Przykładem szeroko rozpowszechnionego ableizmu jest popularność eugeniki na początku XX wieku.
Dyskryminacja ze względu na niepełnosprawność ma miejsce, kiedy dana osoba, z powodu swojej niepełnosprawności, traktowana jest gorzej niż inna osoba w podobnej sytuacji (dyskryminacja bezpośrednia) lub gdy pozornie neutralny przepis, kryterium lub praktyka mogą stawiać w szczególnie niekorzystnej sytuacji osoby niepełnosprawne w porównaniu do innych osób (dyskryminacja pośrednia). Handicapizm to naruszenie Karty Praw Osób Niepełnosprawnych, a dokładnie punktu 6, którym zapisano, że „osoby niepełnosprawne mają prawo do pracy na otwartym rynku pracy zgodnie z kwalifikacjami, wykształceniem i możliwościami…”
Ableizm można również lepiej zrozumieć czytając literaturę publikowaną przez osoby, które doświadczają niepełnosprawności i ableizmu z pierwszej ręki. Dyscyplina akademicka badająca społeczny wymiar niepełnosprawności, w tym ableizm, to studia o niepełnosprawności (disability studies). Studia o niepełnosprawności pozostają dziedziną naukową obecną najsilniej w krajach anglosaskich, wschodnioeuropejskie studia o niepełnosprawności to nowy obszar badań.

## W mediach
Niepełnosprawność jest nie tylko fałszywie przedstawiana w mediach, ale także często niedostatecznie reprezentowana. Około 20 procent populacji (dane polskie podają 12.2%) jest niepełnosprawnych, tylko 2 procent postaci granych w telewizji i filmie jest niepełnosprawnych. W 95% przypadków, postaci niepełnosprawne są odgrywane przez pełnosprawnych aktorów

### Niepełnosprawny złoczyńca
Jedną z powszechnych form przedstawiania niepełnosprawności w mediach jest przedstawianie złoczyńców jako postaci upośledzonych umysłowo lub fizycznie. Lindsey Row-Heyveld porównuje tradycyjny sposób przedstawiania „nikczemnych” piratów (drewniana noga, przepaska na oko, hak w miejscu ręki) z postaciami pozytywnymi, wyglądającymi „jak Jack Sparrow Johnny'ego Deppa”. Niepełnosprawność złoczyńcy ma na celu oddzielenie go od przeciętnego widza i odczłowieczenie antagonisty. W rezultacie formuje się piętno otaczające niepełnosprawność i osoby z nią żyjące.

### Inspiration porn
Wykorzystanie osób niepełnosprawnych wykonujących zwykłe czynności bywa zwane w literaturze anglojęzycznej inspiration porn. Krytycy tego zjawiska zauważają, że dystansuje ono osoby niepełnosprawne od osób, które nie są niepełnosprawne i przedstawia niepełnosprawność jako przeszkodę do pokonania.

### Tragedia osobista
W wielu mediach, takich jak filmy i artykuły, osoba niepełnosprawna jest przedstawiana jako postrzegana jako „wyrzutek”, osoba inna i godna pożałowania. Michael Hayes i Rhonda Black w swojej pracy z 2003 badają filmy hollywoodzkie jako dyskurs wywołujący litość wobec niepełnosprawności jako problemu społecznego, fizycznego i emocjonalnego ograniczenia. Aspekt współczucia jest potęgowany przez historie mediów skupiające się na indywidualnych słabościach, a nie na mocnych stronach, pozostawiając widzom negatywny i ableistyczny obraz niepełnosprawności. Przedstawianie osób niepełnosprawnych w ramach ofiary jest przeważającą narracją polskiej prasy, zarówno opiniotwórczej, jak i tabloidowej.

### Superkaleka
Narracja "superkaleki" to na ogół opowieść o osobie z widoczną niepełnosprawnością, która jest w stanie „przezwyciężyć” różnice fizyczne i jakoś wykonać imponujące zadanie. W książce Thomasa Hehira Eliminating Ableism in Education jako przykład narracji superkaleki podany jest przykład niewidomego mężczyzny, który wspina się na Mount Everest. Igrzyska paraolimpijskie są kolejnym przykładem stereotypu, ponieważ przyciągają uwagę mediów i demonstrują osoby niepełnosprawne wykonujące niezwykle wymagające zadania fizyczne. Chociaż na pierwszy rzut oka może się to wydawać inspirujące, Hehir wyjaśnia, że wiele osób niepełnosprawnych postrzega te wiadomości jako stawiające nierealistyczne oczekiwania. Ponadto Hehir wspomina, że historie „superkalek” sugerują, że osoby niepełnosprawne muszą przezwyciężyć swoją niepełnosprawność, wykonując imponujące zadania, aby być postrzegani jako równi i uniknąć litości ze strony osób pełnosprawnych. Rama osób niepełnosprawnych jako „bohaterów” (zarówno narracje inspiration porn, jak i superkalek) jest drugą przeważającą (po ramie ofiary) w polskich mediach ramą pokazywania osób niepełnosprawnych.